# Crkva sv. Nikole na Čiovu
Crkva sv. Nikole je rimokatolička crkva u Trogiru, na adresi Lučica bb, na otoku Čiovu.

## Opis
Zavjetnu crkvicu Sv. Nikole, na Čiovu, sagradili su 1594. supružnici Frane i Katarina Dragač kao jednobrodnu građevinu orijentiranu sjever – jug, građenu od kamena s dvostrešnim krovom i zvonikom na preslicu, te polukružnom apsidom. Iznad apside je uski šiljasto zaključen prozor, a iznad njega s vanjske je strane uzidan slijepi šiljasti luk. Sjeverno pročelje ima vrata i po jedan prozor sa svake strane. Iznad vrata je ploča s natpisom posvete, a poviše nje ugrađena je predromanička spolija u obliku zabata. U istoj vertikalnoj osi smještena je rozeta. Na istočnom pročelju postojala su vrata koja su danas zazidana.

## Zaštita
Pod oznakom Z-6606 zavedena je kao nepokretno kulturno dobro - pojedinačno, pravna statusa zaštićena kulturnog dobra, klasificirano kao "sakralna graditeljska baština".

## Galerija slika
- Iznad vrata je ploča s natpisom posvete i predromanička spolija u obliku zabata
- Polukružna apsida na jugu
- Iznad apside je uski šiljasto zaključen prozor, a iznad njega slijepi šiljasti luk.

## Vanjske poveznice
|  | Zajednički poslužitelj ima još gradiva o temi Crkva sv. Nikole na Čiovu |